# 布蘭鄉 (布拉索夫縣)

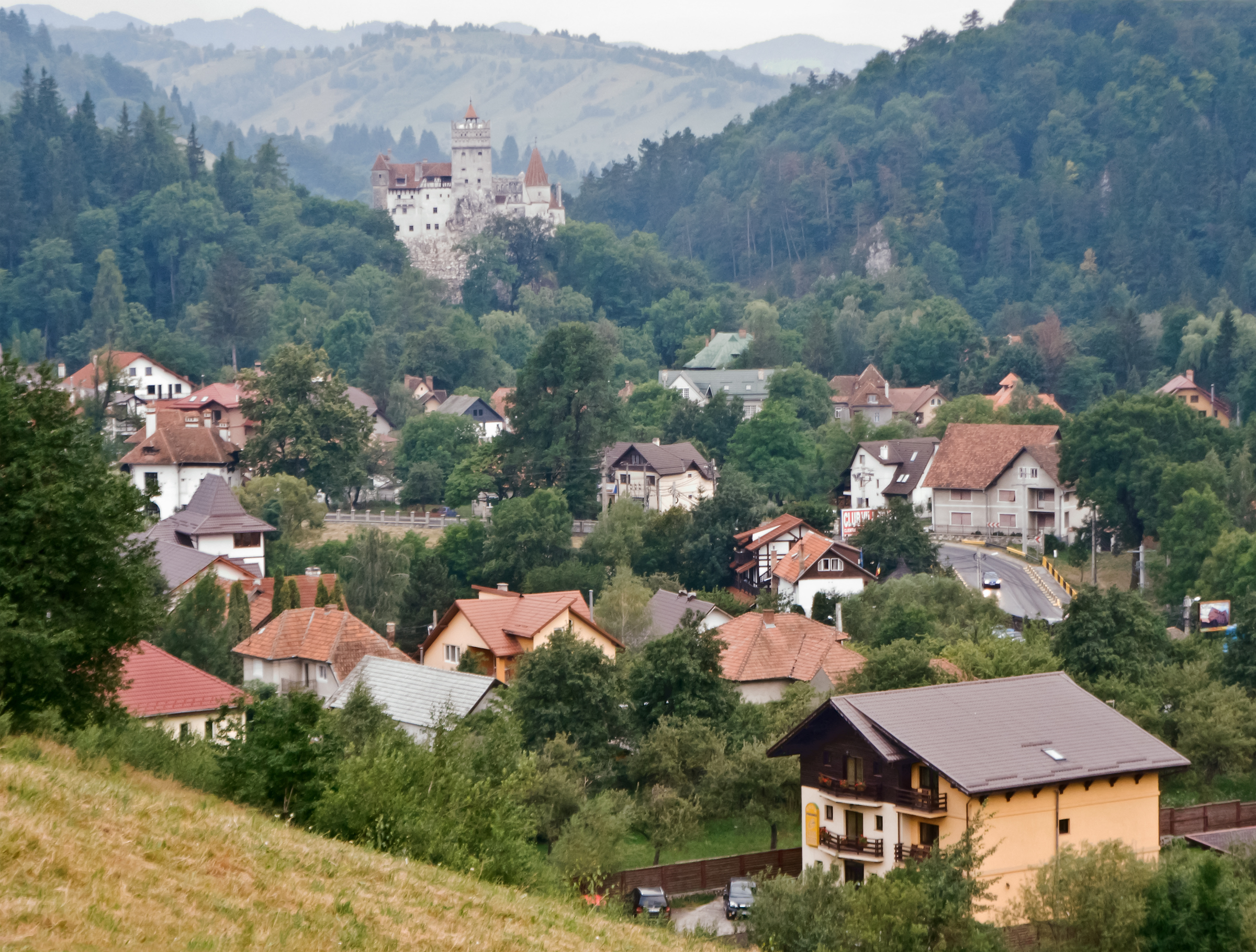

45°30′41″N 25°21′51″E / 45.51139°N 25.36417°E
布蘭鄉（羅馬尼亞語：Comuna Bran, Brașov），是羅馬尼亞的鄉份，位於該國中部，由布拉索夫縣負責管轄，面積68平方公里，海拔高度720米，2007年人口5,334，人口密度每平方公里79人。布兰城堡位于此地。